# Episodi de I segreti di Twin Peaks (seconda stagione)
La seconda stagione della serie televisiva I segreti di Twin Peaks, composta da 22 episodi, è stata trasmessa in prima visione negli Stati Uniti d'America dal 30 settembre 1990 al 10 giugno 1991.
Il primo episodio della stagione, Che il Gigante sia con te, ha la durata speciale di 94 minuti, ma inizialmente, in Italia, fu trasmesso nella stessa serata, suddiviso in due episodi.
In Italia la stagione è andata in onda su Canale 5 dal 13 marzo al 11 giugno 1991.
| nº | Titolo inglese              | Titolo italiano                | Prima TV USA      | Prima TV Italia   |
| -- | --------------------------- | ------------------------------ | ----------------- | ----------------- |
| 1  | May the Giant Be With You   | Che il Gigante sia con te      | 30 settembre 1990 | 13 marzo 1991     |
| 2  | Coma                        | Coma                           | 6 ottobre 1990    | 20 marzo 1991     |
| 3  | The Man Behind Glass        | L'uomo dietro al vetro         | 13 ottobre 1990   | 20 marzo 1991     |
| 4  | Laura's Secret Diary        | Il diario segreto di Laura     | 20 ottobre 1990   | 27 marzo 1991     |
| 5  | The Orchid's Curse          | La maledizione dell'orchidea   | 27 ottobre 1990   | 27 marzo 1991     |
| 6  | Demons                      | Demoni                         | 3 novembre 1990   | 3 aprile 1991     |
| 7  | Lonely Souls                | Anime solitarie                | 10 novembre 1990  | 3 aprile 1991     |
| 8  | Drive with a Dead Girl      | Guida con una ragazza morta    | 17 novembre 1990  | 10 aprile 1991    |
| 9  | Arbitrary Law               | Legge arbitraria               | 1º dicembre 1990  | 10 aprile 1991    |
| 10 | Dispute Between Brothers    | Discussione tra fratelli       | 8 dicembre 1990   | 17 aprile 1991    |
| 11 | Masked Ball                 | Ballo in maschera              | 15 dicembre 1990  | 17 aprile 1991    |
| 12 | The Black Widow             | La vedova nera                 | 12 gennaio 1991   | 24 aprile 1991    |
| 13 | Checkmate                   | Scacco matto                   | 19 gennaio 1991   | 24 aprile 1991    |
| 14 | Double Play                 | Doppio gioco                   | 2 febbraio 1991   | 1º maggio 1991    |
| 15 | Slaves and Masters          | Schiavi e padroni              | 9 febbraio 1991   | 1º maggio 1991    |
| 16 | The Condemned Woman         | La donna condannata            | 16 febbraio 1991  | 8 maggio 1991     |
| 17 | Wounds and Scars            | Ferite e cicatrici             | 28 marzo 1991     | 8 maggio 1991     |
| 18 | On the Wings of Love        | Sulle ali dell'amore           | 4 aprile 1991     | 15 maggio 1991    |
| 19 | Variations on Relations     | Variazioni e relazioni         | 11 aprile 1991    | 15 maggio 1991    |
| 20 | The Path to the Black Lodge | Il sentiero per la Loggia Nera | 18 aprile 1991    | 10 giugno 1991    |
| 21 | Miss Twin Peaks             | Miss Twin Peaks                | 10 giugno 1991    | 10-11 giugno 1991 |
| 22 | Beyond Life and Death       | Oltre la vita e la morte       | 10 giugno 1991    | 11 giugno 1991    |

## Che il Gigante sia con te
- Titolo originale: May the Giant Be with You
- Diretto da: David Lynch
- Scritto da: Mark Frost e David Lynch

### Trama
Dale Cooper è ferito sul pavimento della sua stanza. Ha una visione in cui un Gigante gli fornisce tre indizi su cui indagare: "c'è un uomo in un sacco che sorride", "i gufi non sono quello che sembrano" e "senza medicine lui è perduto".
Un altro indizio che gli fornisce è che "Leo è stato rinchiuso dentro un cavallo affamato". Il primo si rivelerà essere un riferimento a Jacques Renault, da poco ucciso da Leland Palmer. Per quanto riguarda l'ultimo indizio si scopre che Leo Johnson ha passato la notte del 9 febbraio 1988 in una prigione denominata Hungry Horse ("cavallo affamato"). Proprio quella notte Teresa Banks fu uccisa dallo stesso assassino di Laura Palmer (la lettera sotto un'unghia ne è la prova), quindi Leo probabilmente non è responsabile di nessuno dei due omicidi. Cooper fa un resoconto dell'uccisione di Laura secondo cui lei e Ronette sono andate a casa di Renault insieme a Leo, dopodiché Leo e Jacques hanno litigato e Jacques ha avuto la peggio rimanendo a terra semi svenuto e quando ha ripreso conoscenza i tre non c'erano più. Visto che Leo sicuramente non può aver ucciso Teresa Banks, resta da scoprire chi fosse il terzo uomo che era con Laura quella notte. Leland Palmer si sveglia inaspettatamente con i capelli bianchi e comincia ad assumere dei comportamenti bizzarri, tra cui cantare Mairzy Doats. Dopo l'incendio alla segheria si perdono le tracce di Catherine, che si suppone essere morta nel rogo; Shelly finisce in ospedale per l'intossicazione subita nell'incendio e Leo va in coma per il colpo di pistola ricevuto da Hank Jennings su commissione di Benjamin Horne. Si perdono completamente le tracce di Josie Packard, che lascia una lettera in cui dichiara di essere partita per motivi di lavoro.
A fine giornata il Gigante ricompare davanti a Cooper e gli dice che c'è solo una persona che ha visto il terzo uomo che ha ucciso Laura ed ora questa persona è pronta a parlare. Il riferimento è a Ronette Pulaski che in quel momento si riprende dal coma.
- Errori. Nell'indizio del Gigante "senza le medicine lui è perduto", è presente un errore di adattamento: infatti, nella versione originale, il Gigante dice "without chemichals he points", che, tradotta letteralmente in italiano, significherebbe "senza medicine, lui punta il dito". Il riferimento è a MIKE, che si manifesta accusando BOB (quindi, puntandogli il dito) se Philip Gerard non fa uso dell'aloperidolo. Il significato della traduzione italiana, invece, è poco chiaro, ma può avere un senso se il "lui" dell'indizio non si intende riferito allo spirito MIKE, ma allo stesso Gerard, che "senza medicine" perde il controllo del proprio corpo e viene posseduto.
- Ascolti USA: telespettatori 19 100 000[1]

## Coma
- Titolo originale: Coma
- Diretto da: David Lynch
- Scritto da: Harley Peyton

### Trama
Ronette Pulaski si risveglia dal coma e Cooper le mostra dei disegni in cui sono ritratti alcuni sospettati dell'omicidio di Laura Palmer. Quando Cooper le mostra l'identikit dell'uomo che lui e Sarah Palmer hanno visto in sogno Ronette comincia a piangere e gridare dimostrando che il terzo uomo era lui. Leland Palmer, recatosi nell'ufficio di Benjamin Horne, vede l'identikit dell'uomo e ricorda di averlo già visto quando era piccolo. Cooper viene a sapere che il suo psicopatico ex collega Windom Earle è sparito dal manicomio in cui era rinchiuso. Donna sostituisce Laura nella consegna di pasti a domicilio e fa la conoscenza di Mrs. Tremond, un'anziana signora che vive col suo enigmatico nipote Pierre dotato di strani poteri. Audrey scopre molte cose sulla doppia vita di Laura all'One Eyed Jacks, ma si mette in pericolo minacciando il direttore della profumeria che recluta le ragazze per la casa di piacere: Cooper nella notte riceverà una sua telefonata di richiesta di aiuto.
- Ascolti USA: telespettatori 14 400 000[2]

## L'uomo dietro al vetro
- Titolo originale: The Man Behind Glass
- Diretto da: Lesli Linka Glatter
- Scritto da: Robert Engels

### Trama
Donna Hayward conosce Harold Smith, un ragazzo agorafobico a cui Laura consegnava i pasti a domicilio, tramite la signora Tremond, vicina di casa del ragazzo, e comincia a frequentarlo per cercare di capirne il legame con Laura. Blackie O'Reilly tiene in ostaggio Audrey con la collaborazione di Jean Renault (fratello di Bernard e Jacques, quest'ultimo ucciso da Leland Palmer mentre era ricoverato in ospedale in seguito alle ferite riportate in una sparatoria con la polizia), la prima per incassare i soldi del riscatto richiesto a Ben Horne, il secondo per poter uccidere Cooper, che ritiene responsabile della morte del fratello. Lucy esce a pranzo con Dick Tremayne e gli dice di essere incinta. Nel frattempo Cooper risolve il terzo indizio lasciatogli dal Gigante ("senza medicine lui è perduto"), riferimento a Philip Gerard, l'uomo senza un braccio, che ha la necessità di iniettarsi dei farmaci per motivi ancora sconosciuti. Il dottor Jacoby va sotto ipnosi e confessa a Cooper di aver visto Leland Palmer uccidere Jacques Renault. Nadine si risveglia dal coma ma il suo cervello ha subito danni permanenti che la porteranno a credere di essere un'adolescente. L'episodio si conclude con Donna che, corsa a casa di Harold dopo aver assistito ad un bacio tra James e Maddy, scopre che il ragazzo tiene in casa il diario segreto di Laura.
- Ascolti USA: telespettatori 13 700 000[3]

## Il diario segreto di Laura
- Titolo originale: Laura's Secret Diary
- Diretto da: Todd Holland
- Scritto da: Jerry Stahl, Mark Frost, Harley Peyton e Robert Engels

### Trama
Comincia l'interrogatorio a Leland Palmer per l'omicidio di Jacques Renault, al termine del quale il padre di Laura ammette di essere colpevole. Benjamin Horne incontra Jean Renault, che gli mostra il video ricattatorio in cui compare Audrey e chiede che a consegnare di persona il riscatto per lei sia Cooper. Ben si rivolge quindi all'agente dell'FBI confidando nel "rapporto speciale" che lo lega a Audrey. Alla fine, Cooper decide di accettare ma, per sicurezza, chiede a Truman di fornirgli l'aiuto di uno di Bookhouse Boys, senza rivelare nulla della propria missione. Josie ritorna da Seattle con suo cugino Jonathan. Donna, ferita e gelosa del rapporto tra James e Maddy, comincia a frequentare Harold Smith e il ragazzo ammette di aver tenuto con sé il diario segreto di Laura per volere della ragazza stessa. Intanto, Dick Tremayne propone a Lucy di abortire, ma lei lo caccia via in malo modo.
- Ascolti USA: telespettatori 12 800 000[4]

## La maledizione dell'orchidea
- Titolo originale: The Orchid's Curse
- Diretto da: Graeme Clifford
- Scritto da: Barry Pullman

### Trama
Cooper si accorge di un biglietto che gli aveva lasciato Audrey giorni prima sotto il letto, in cui gli fa capire che si trova all'One Eyed Jacks. Cooper e Truman si recano nel locale, dove assistono all'omicidio di Blackie da parte di Jean Renault e portano in salvo Audrey grazie al sorprendente intervento di Hawk. Donna cerca di distrarre Harold Smith mentre Maddy si introduce nella sua casa per prendere il diario di Laura Palmer, ma le due vengono scoperte. Un misterioso impresario giapponese di nome Tojamura offre 5 milioni di dollari a Ben Horne per comprare il progetto Ghostwood. Leland Palmer viene rilasciato e posto in libertà vigilata durante il processo a suo carico per l'omicidio di Jacques Renault, il giudice decide di non processare Leo Johnson a causa delle sue condizioni di salute, mentre Shelly e Bobby decidono di portarlo a casa con loro per incassare l'assegno di invalidità.
- Ascolti USA: telespettatori 11 400 000[5]

## Demoni
- Titolo originale: Demons
- Diretto da: Lesli Linka Glatter
- Scritto da: Harley Peyton e Robert Engels

### Trama
James fa irruzione in casa di Harold Smith mentre questi sta minacciando Donna e Maddy con un attrezzo per le piante, portandole in salvo entrambe. Maddy annuncia a James che il giorno dopo tornerà a casa, lasciando Twin Peaks. Donna invece rivelerà allo sceriffo Truman che Harold possiede un altro diario di Laura. Shelly e Bobby portano Leo a casa con loro, ma scoprono che l'assegno di invalidità è molto minore di quanto credessero. Arriva in città Gordon Cole, superiore di Cooper all'FBI, portandogli un foglio, ricevuto probabilmente da Windom Earle, con su scritta una mossa degli scacchi. Josie Packard viene costretta a lasciare Twin Peaks da un suo non meglio identificato conoscente e Ben Horne incontra l'enigmatico Tojamura per trattare la vendita del progetto Ghostwood. Leland Palmer ricomincia a lavorare come avvocato per Benjamin Horne. L'uomo con un solo braccio parla a Cooper di BOB, colui che gli era comparso in sogno e che sembrerebbe, dalla testimonianza di Ronette Pulaski, essere l'uomo che ha ucciso Laura Palmer, rivelandogli che si tratta di uno spirito malvagio che alberga nel corpo delle persone di cui si impossessa, alle quali fa compiere azioni malvagie per trarne piacere.
- Ascolti USA: telespettatori 11 300 000[6]

## Anime solitarie
- Titolo originale: Lonely Souls
- Diretto da: David Lynch
- Scritto da: Mark Frost

### Trama
La polizia decide di prendere il diario segreto di Laura Palmer a casa di Harold Smith, ma quando entra lo trova impiccato. Dal diario si scopre che Laura conosceva molti segreti su Benjamin Horne e che aveva intenzione di rivelarli. Audrey Horne rivela a Cooper che suo padre è il proprietario del One Eyed Jacks e che anche Laura vi aveva lavorato. Così Ben Horne viene arrestato con l'accusa di averla uccisa. Il signor Tojamura si rivela essere Catherine Martell sotto copertura quando questa va a riunirsi con suo marito Pete. Shelly si licenzia dal suo lavoro di cameriera, mentre Bobby e il suo amico Mike indagano sulle attività illegali di Leo, rinvenendo un'audiocassetta in uno dei suoi stivali. Nadine è sempre più convinta di essere una teenager, creando situazioni sempre più imbarazzanti per il marito Ed. La Signora col Ceppo porta Cooper alla Roadhouse, dove il Gigante gli appare in una visione dicendogli che sta per succedere di nuovo qualcosa di terribile. Infatti nel frattempo Leland Palmer, posseduto da BOB, sta uccidendo Maddy Ferguson.
- Curiosità. Nell'ufficio dello sceriffo Harry Truman si vede una foto del suo omonimo 33º presidente degli Stati Uniti.
- Ascolti USA: telespettatori 17 200 000[7]

## Guida con una ragazza morta
- Titolo originale: Drive with a Dead Girl
- Diretto da: Caleb Deschanel
- Scritto da: Scott Frost

### Trama
La madre di Norma arriva a Twin Peaks con il suo nuovo marito e glielo presenta. Durante una cena, quando le due donne si assentano, si scopre che il nuovo marito della madre di Norma ha un passato da carcerato insieme a Hank e che la donna non ne sa niente. Bobby trova una cassetta sotto il tacco delle scarpe di Leo nella quale è registrata la voce di Ben Horne che gli commissiona l'incendio alla segheria. Pete porta a Ben la registrazione della voce di Catherine Martell che gli intima di venderle il progetto Ghostwood in cambio di un alibi per la notte in cui è stata uccisa Laura. Viene ritrovato il corpo di Maddy, come quello di Laura, avvolto nella plastica.
- Ascolti USA: telespettatori 13 300 000[8]

## Legge arbitraria
- Titolo originale: Arbitrary Law
- Diretto da: Tim Hunter
- Scritto da: Mark Frost, Harley Peyton e Robert Engels

### Trama
Catherine Martell costringe Ben a firmare il contratto di vendita del progetto Ghostwood, Andy Brennan e Dick Tremayne collaborano con Lucy in attesa che nasca suo figlio e possano sapere chi dei due ne è il padre. James Hurley, alla scoperta della morte di Maddy, lascia la città.
Da alcune annotazioni nel diario di Laura Palmer di cui era in possesso Harold Smith si scopre che Laura tempo prima aveva fatto lo stesso sogno di Cooper. Per scoprire il colpevole dell'omicidio, Cooper raccoglie Leland Palmer, Ben Horne, Leo Johnson, Bobby Briggs e un anziano cameriere del Great Northern nella Roadhouse. Lì rivede il suo sogno e riesce a sentire che Laura, nel rivelargli il nome del suo assassino, gli sussurra all'orecchio "mio padre"; a quel punto compare il Gigante, che gli restituisce il suo anello. Con una scusa Cooper fa sì che Leland lo segua al commissariato e lo rinchiude in una cella. Lì BOB, ancora dentro il corpo di Leland, fa sì che quest'ultimo si procuri la morte sbattendo più volte la testa contro la porta della cella. In punto di morte Leland ricorderà tutto e rivelerà a Cooper che quando Bob si impossessava di lui poi dimenticava tutto ciò che aveva fatto, cioè uccidere Teresa Banks, la figlia Laura e la nipote Maddy. Infine, un attimo prima di morire, rivede la figlia.
- Ascolti USA: telespettatori 12 400 000[9]

## Discussione tra fratelli
- Titolo originale: Dispute Between Brothers
- Diretto da: Tina Rathborne
- Scritto da: Tricia Brock

### Trama
La città si unisce attorno a Sarah mentre viene celebrato il funerale di Leland. Cooper, intenzionato a lasciare la città, saluta i membri della stazione di polizia, ma un suo collega dell'FBI lo mette sotto inchiesta per aver oltrepassato la frontiera col Canada senza avvertire le autorità locali e lo destituisce dal suo incarico. Cooper rimane dunque a Twin Peaks in attesa che le indagini su di lui vengano portate a termine. Jean Renault arruola Hank e il marito della madre di Norma per incastrare Cooper. Nadine si iscrive al liceo. Josie Packard fa ritorno a Twin Peaks e si incontra con lo sceriffo Truman. Durante la notte, quando Cooper e il maggiore Briggs si trovano nel bosco per una gita, quest'ultimo scompare misteriosamente. Intanto Leo Johnson inizia a mostrare segni di ripresa.
- Ascolti USA: telespettatori 11 100 000[10]

## Ballo in maschera
- Titolo originale: Masked Ball
- Diretto da: Duwayne Dunham
- Scritto da: Barry Pullman

### Trama
L'FBI manda l'agente Denise Bryson a investigare sulle operazioni compiute da Cooper in Canada. Nadine si innamora di Mike Nelson. James, dopo aver abbandonato Twin Peaks, trova alloggio a casa di una donna alla quale si offre di riparare la macchina. Hank comunica a Ben che Jean Renault si è appropriato del One Eyed Jacks. Si scopre che Josie era stata costretta a lasciare la città da Thomas Eckhardt, l'uomo che l'ha cresciuta e che ancora l'ama. Catherine Martell costringe Josie a diventare la sua cameriera minacciando di venderla ad Eckhardt e si scopre che il marito di Josie, Andrew Packard, è ancora vivo.
- Guest star: David Duchovny (Denise Bryson).
- Nota: l'episodio rappresenta il debutto televisivo dell'attore David Duchovny.
- Errori: nell'adattamento italiano di Twin Peaks il titolo dell'episodio è stato erroneamente tradotto come Pallottola mascherata.
- Ascolti USA: telespettatori 12 100 000[11]

## La vedova nera
- Titolo originale: The Black Widow
- Diretto da: Caleb Deschanel

La Casa del Cane Morto nell'episodio La vedova nera

- Scritto da: Harley Peyton e Robert Engels

### Trama
Cooper trova della cocaina nella "Casa del cane morto" che si rivelerà essere il covo in cui Jean Renault gestisce i suoi loschi affari. Benjamin Horne arruola Bobby per seguire e fotografare Hank Jennings. Dalle foto di Bobby si scopre che Hank è in combutta con Jean Renault, il poliziotto canadese che ha denunciato Cooper ed il marito della madre di Norma. Dougie Milford, giornalista fratello del sindaco di Twin Peaks, muore durante un rapporto sessuale con la sua nuova giovanissima moglie, che sembra avere su tutti un fascino particolare. Nadine entra a far parte della squadra di lotta libera della scuola, dimostrando a tutti la sua forza sovrumana. Il maggiore Briggs fa ritorno a casa e, indagando sulla sua sparizione, si scopre che vi sono delle strane presenze nei boschi di Twin Peaks.
- Guest star: David Duchovny (Denise Bryson).
- Ascolti USA: telespettatori 10 300 000[12]

## Scacco matto
- Titolo originale: Checkmate
- Diretto da: Todd Holland
- Scritto da: Harley Peyton

### Trama
Il maggiore Briggs viene visitato dal dottor Hayward e, sollecitato dalle domande di Cooper e Truman, rivela che lo scopo finale della sezione dell'aeronautica per cui lavora è trovare un misterioso luogo chiamato "Loggia Bianca". Prima che possa fornire altre informazioni, però,  viene interrotto dai suoi superiori che lo portano via per interrogarlo. Cooper e Truman tendono una trappola a Jean Renault che però si risolve con il sequestro di Cooper nella "Casa del cane morto" da parte di Renault e del suo complice della polizia canadese. Grazie a un'idea dello sceriffo, che prevede di usare Denise come esca, il sequestro si conclude con la liberazione di Cooper, l'uccisione di Renault e l'arresto del suo complice. Nel frattempo, Andy e Dick indagano sul passato del piccolo Nicky andando a spulciare gli archivi del suo vecchio orfanotrofio. Ben Horne ha completamente perso il senno e si convince di essere un generale sudista della guerra di secessione. James soccombe al fascino di Evelyn, senza rendersi conto che la donna nasconde terribili segreti. Ed e Norma cedono alla loro passione, ma Hank li scopre ed affronta l'amante della moglie: mentre Hank infierisce su Ed che è a terra, rientra in casa Nadine che colpisce Hank con la sua forza sovrumana salvando il marito. Nella notte, durante un improvviso black-out, Leo riprende conoscenza spaventando a morte Shelly, mentre alla stazione di polizia viene trovato un cadavere davanti a una scacchiera. Cooper fa il nome di Windom Earle.
- Guest star: David Duchovny (Denise Bryson).
- Ascolti USA: telespettatori 9 800 000[12]

## Doppio gioco
- Titolo originale: Double Play
- Diretto da: Uli Edel
- Scritto da: Scott Frost

### Trama
Iniziano le indagini sulla morte dell'uomo trovato morto dietro ad una scacchiera nella centrale di polizia. Cooper pensa che il colpevole sia Windom Earle, ex compagno di lavoro e di scacchi, impazzito dopo la morte della moglie Caroline. Inoltre le accuse dell'FBI nei suoi confronti sono cadute. Leo Johnson tenta di uccidere sia Shelly che Bobby, ma la moglie lo ferisce e lui scappa. Hank viene arrestato per violazione della libertà vigilata. James decide di andare via, ma Evelyn tenta di dissuaderlo, confessandogli di amarlo e che suo marito è morto in un incidente. Finalmente il maggiore Briggs fa ritorno alla centrale e parla allo sceriffo e a Cooper della Loggia Bianca, dopodiché, nella stessa centrale, il sindaco si invaghisce di Lana, la moglie del suo defunto fratello. Intanto Thomas Eckhardt giunge in città e Leo incontra Windom Earle.
- Ascolti USA: telespettatori 8 700 000[12]

## Schiavi e padroni
- Titolo originale: Slaves and Masters
- Diretto da: Diane Keaton
- Scritto da: Harley Peyton e Robert Engels

### Trama
James viene incastrato da Malcom ed Evelyn per l'omicidio del marito di quest'ultima. Donna tenta di aiutarlo parlando con Evelyn, ma sarà lo stesso James che si recherà a casa sua, dove Evelyn ucciderà Malcom. Intanto Leo Johnson viene costretto da Windom Earle, a caccia di nuove prede, ad indossare un collare magnetico, diventando suo schiavo. Cooper e Harry Truman tentano di conoscere la verità da Josie sull'assassinio di suo cugino Jonathan. Dopo alcune ricerche sul suo cappotto, Josie viene anche sospettata di aver sparato a Cooper. Eckhardt fa visita a Catherine Packard. Benjamin Horne si riprende dal suo stato confusionale grazie all'aiuto del dottor Lawrence Jacoby. Tornato al Great Northern Hotel, Cooper trova nella sua stanza una maschera bianca che riproduce le fattezze di Caroline Powell, insieme a una registrazione in cui Windom Earle lo invita a fare la sua prossima mossa.
- Ascolti USA: telespettatori 8 200 000[12]

## La donna condannata
- Titolo originale: The Condemned Woman
- Diretto da: Lesli Linka Glatter
- Scritto da: Tricia Brock

### Trama
Josie finalmente rivede Andrew Packard creduto morto e questi, approfittando del suo stato di  disperazione, le consiglia di andare a parlare con Thomas Eckhardt. Dopo essere stato interrogato dalla polizia, James raggiunge Donna e i due si salutano con un ultimo bacio, in quanto il ragazzo ha deciso di lasciare Twin Peaks fino a quando non si sarà lasciato tutto alle spalle. Donna rispetta la sua decisione e dichiara che lo aspetterà. Audrey riceve un invito da Windom Earle: "salva colui che ami, vieni all'adunata degli angeli stasera alla Road House alle nove e mezzo". Come lei, anche Shelly e Donna ricevono lo stesso messaggio e le tre ragazze si ritrovano al pub, dove Earle le osserva. Al Great Northern, dopo aver ricevuto da Albert la prova definitiva che sia stata Josie a sparargli, Dale Cooper riceve una telefonata di Catherine che lo avvisa che la donna è nella stanza di Eckhardt. Qui, prima che Cooper possa intervenire, Josie uccide l'ex amante con un colpo di pistola, per poi morire (apparentemente per un malore) sotto gli occhi increduli di Cooper e di Harry Truman, giunto anch'egli sul posto dopo aver ricevuto indicazioni da Catherine. Mentre questi abbraccia Josie morente sul letto, Cooper rivede BOB, che gli urla contro, e il Nano, danzante sul letto.
- Ascolti USA: telespettatori 7 800 000[12]

## Ferite e cicatrici
- Titolo originale: Wounds and Scars
- Diretto da: James Foley
- Scritto da: Barry Pullman

### Trama
Dopo l'autopsia risulta che Josie, al momento del decesso, pesava 29 kg, il che fa pensare a Cooper che BOB potesse essere implicato. Intanto inizia la virtuale partita a scacchi tra Windom Earle e lo stesso Cooper, aiutato da Pete, appassionato di scacchi.
Audrey ha una relazione con un uomo d'affari chiamato dal padre per risollevare i profitti del Great Northern Hotel, Jack Justice Willer.
Lo sceriffo Truman invece non si dà pace per la morte di Josie e si chiude in solitudine in una stanza della Book House, fino a quando, di notte, l'avvenente assistente di Thomas Eckhardt non decide di fargli una visita di nascosto.
- Guest star: Billy Zane (Jack Justice Willer)
- Ascolti USA: telespettatori 9 200 000[12]

## Sulle ali dell'amore
- Titolo originale: On the Wings of Love
- Diretto da: Duwayne Dunham
- Scritto da: Harley Peyton e Robert Engels

### Trama
Lo sceriffo Truman riesce a scampare a un'aggressione durante la notte e riesce a riprendersi dalla sua malinconia. Intanto continua la partita a scacchi virtuale tra l'agente speciale Cooper, reintegrato nuovamente nell'FBI, aiutato da Pete, appassionato di scacchi, e Windom Earle, deciso ad uccidere la vincitrice del prossimo concorso Miss Twin Peaks. Annie, sorella di Norma, suggerisce che i disegni ritrovati sul collo del maggiore Briggs e sulla gamba della Signora col Ceppo si trovino anche nella famosa Caverna del Gufo. Audrey e Donna scoprono una relazione particolare tra la madre di Donna, Eileen, e Benjamin Horne.
- Ascolti USA: telespettatori 9 200 000[12]

## Variazioni e relazioni
- Titolo originale: Variations on Relations
- Diretto da: Jonathan Sanger
- Scritto da: Mark Frost e Harley Peyton

### Trama
Lo sceriffo Truman, Cooper, Hawk e Andy si recano alla Caverna del Gufo e si rendono conto che già qualcuno era stato lì prima di loro. Cooper ipotizza che sia stato Leo Johnson a scrivere le lettere alle ragazze, in quanto la calligrafia sugli inviti è simile alla sua; nel mentre coltiva una nuova passione per Annie. Windom Earle si dimostra più spietato del previsto, mietendo la seconda vittima del suo gioco. Intanto si aprono le selezioni per Miss Twin Peaks e Benjamin Horne mette in mostra le sue idee nuove ed ambientaliste, sulle quali dovranno discutere le candidate al concorso.
- Ascolti USA: telespettatori 7 900 000[12]

## Il sentiero per la Loggia Nera
- Titolo originale: The Path to the Black Lodge
- Diretto da: Stephen Gyllenhaal
- Scritto da: Harley Peyton e Robert Engels

### Trama
Un amico della seconda vittima svela i retroscena dell'incontro tra loro e Windom Earle. Il suo nome era Rusty. Intanto il maggiore Briggs illustra le teorie e i propositi di Windom Earle riguardo alla Loggia Nera. Cooper spiega le reali intenzioni di Windom Earle a Donna, Audrey e Shelly. Quest'ultima riconosce nelle lettere la grafia del marito scomparso. Intanto a Twin Peaks uno strano tremore della mano destra sta colpendo alcuni personaggi in maniera inspiegabile: una signora qualunque, l'agente Cooper e Pete. Grazie all'aiuto di Andrew Packard, Catherine riuscirà a scoprire il contenuto di una scatola nera che le aveva lasciato Thomas Eckhardt. Assistiamo anche al rapimento del maggiore Garland Briggs da parte del solito Windom Earle che gli estorcerà delle importanti informazioni grazie all'iniezione di Aloperidol (il siero della verità). Cooper, infine, rivedrà il Gigante, che tenterà di fargli capire, invano, che Annie non debba partecipare al concorso. Intanto Audrey, in simbiosi col padre, va impegnandosi nella campagna contro lo stabilimento Ghostwood, reo di distruggere la bellezza del paesaggio di Twin Peaks.
- Ascolti USA: telespettatori 7 400 000[12]

## Miss Twin Peaks
- Titolo originale: Miss Twin Peaks
- Diretto da: Tim Hunter
- Scritto da: Barry Pullman

### Trama
Leo, intenzionato a far salvare la sua amata Shelly, libera il maggiore Briggs, che sarà ritrovato poi da Hawk nei boschi, ancora sofferente e sotto l'effetto del siero. Cooper parla a Truman della Loggia Nera e della strana morte di Josie, dovuta forse alla paura e all'apparizione di BOB. Windom Earle è in attesa dell'elezione della sua Regina, la vincitrice di Miss Twin Peaks, da portare con sé nella Loggia Nera. Intanto Dale comprende il significato della Loggia Nera e gli intenti di Windom Earle. La paura apre la porta della Loggia Nera, l'amore quella della Loggia Bianca. Capisce che lo scopo principale di Windom era quello di giungere alla Loggia Nera tenendo impegnato Cooper. Il concorso di bellezza inizia e Annie sarà la vincitrice. Windom la rapirà grazie ad un black-out e la porterà via con sé. Sarà il suo travestimento da Signora col Ceppo a trarre tutti in inganno.
- Titolo alternativo: la televisione tedesca lo aveva intitolato Die Nacht der Entscheidung, ovvero La notte della decisione, ma nel fandom è prevalso il titolo, più immediato, di Miss Twin Peaks.
- Ascolti USA: telespettatori 10 400 000[12]

## Oltre la vita e la morte
- Titolo originale: Beyond Life and Death
- Diretto da: David Lynch
- Scritto da: Mark Frost, David Lynch (non accreditato)[13] Harley Peyton e Robert Engels

### Trama
Windom Earle sembra essere sparito, ma Pete rivela che la sua auto è stata rubata dalla Signora col Ceppo, in realtà lo stesso Windom travestito, indicando una via nei boschi dove era fuggito. La stessa Signora col Ceppo darà a Cooper un olio speciale che, come le diceva il marito, serve per aprire un "cancello". Anche Ronette Pulaski riconoscerà quel tipo di olio dallo stesso odore avvertito quando Laura Palmer venne uccisa. Intanto Nadine, colpita alla testa durante il black-out, riacquista la sua memoria. Benjamin Horne sarà colpito dal dottor Hayward in casa di quest'ultimo, nonostante i suoi buoni propositi, a causa dei sospetti di Donna Hayward riguardo alla sua paternità, rimanendo gravemente ferito al volto. Dale Cooper arriva alla Loggia Nera e ritrova la stessa stanza con tende rosse e il Nano visto nei suoi sogni.
di fuori della Loggia, Andy e lo sceriffo Truman aspettano Cooper. Intanto Audrey inizia una singolare protesta contro la banca del paese, a causa del famoso progetto Ghostwood, incatenandosi ai cancelli della cassaforte. In quel momento alla stessa banca giungono Andrew Packard e Pete Martell, intenzionati ad aprire la cassetta con la loro chiave. Il contenuto della cassetta, però, sarà una bomba, innescata proprio all'apertura. Cooper, ancora nella Loggia, parla con il Nano, che gli dirà che in quel posto rivedrà alcuni suoi amici. Difatti, Dale rivedrà il Gigante, Laura Palmer, Maddy Ferguson, Leland Palmer, Caroline, Annie, Bob, e un suo doppio, un doppelgänger, che lo inseguirà tra le sale della Loggia. Cooper riuscirà a uscire fuori dal posto insieme a Annie e sarà lo sceriffo Truman a riportarli, ancora incoscienti, alla città. Svegliatosi nella sua camera d'albergo, Dale Cooper si rivelerà posseduto da BOB, mettendo in mostra il lato malvagio e il suo riso inquietante.
- Errori. A un certo punto, Sarah Palmer, nella versione italiana, posseduta da uno spirito della Loggia, dice a Garland Briggs "Sono qui, nella Loggia Nera con Windom Earle". Nella versione originale, al posto di Windom Earle, viene citato Cooper, il che spiega l'espressione spaventata del maggiore Briggs.

- Ascolti USA: telespettatori 10 400 000[12]